# کیومی ساکاموتو
کیومی ساکاموتو (انگلیسی: Kiyomi Sakamoto؛ زادهٔ ۱۲ اکتبر ۱۹۶۹) بازیکن والیبال زن اهل ژاپن بود.